# Molophilus (Molophilus) tonnoiri
Molophilus (Molophilus) tonnoiri is een tweevleugelige uit de familie steltmuggen (Limoniidae). De soort komt voor in het Australaziatisch gebied.